# Adolf Brenner von Felsach
Adolf svobodný pán Brenner von Felsach (německy Adolph Maria Ignaz Joseph Freiherr Brenner von Felsach) (2. února 1814 Vídeň – 22. září 1883 Gainfarn) byl rakouský šlechtic a rakouský diplomat. Zastával funkce vyslance v několika evropských zemích (Řecko, Dánsko), po prusko-rakouské válce z diplomacie odešel, angažoval se ve veřejném životě v Dolním Rakousku, kde vlastnil statky, v roce 1879 byl jmenován členem Panské sněmovny.

## Biografie

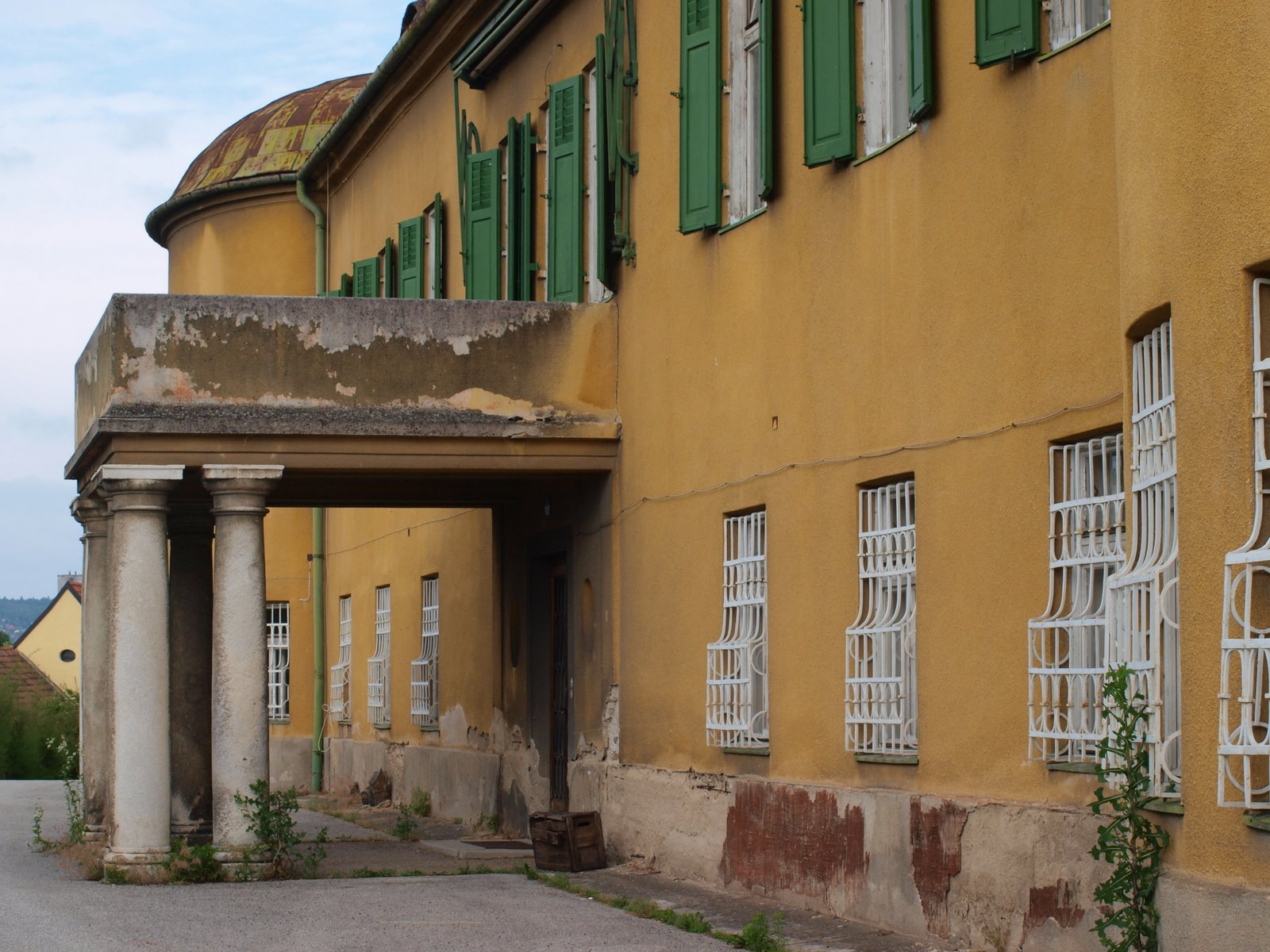
Zámek Gainfarn (Dolní Rakousko), sídlo rodu Brenner-Felsach od roku 1866

Pocházel ze staré šlechtické rodiny nobilitované v 18. století, byl synem diplomata a orientalisty Ignaze Brennera von Felsach (1772–1849), matka Marie Elisabeth (1782–1866) pocházela z rodu Münch-Bellinghausen. Adolf pod otcovým vedením vstoupil v roce 1835 do diplomatických služeb, začínal jako atašé v Římě. Později byl velvyslaneckým tajemníkem v Paříži (1841–1843) a Londýně (1843–1848). V revolučním roce 1848 byl krátce správcem vyslanectví v Mnichově a v letech 1848–1856 zastával funkci ředitele prezidiální kanceláře u spolkového sněmu ve Frankfurtu nad Mohanem.
V letech 1856–1860 byl rakouským vyslancem v Řecku, poté v Dánsku (1860–1864) a nakonec v Hesensku (1864–1866). Uplatnil se v diplomatických jednáních po prusko-rakouské válce a byl účastníkem uzavření Pražského míru 23. srpna 1866. Poté opustil diplomatické služby a věnoval se správě zdědeného majetku v Dolním Rakousku. Nadále se angažoval ve veřejném životě, v letech 1867–1868 byl poslancem dolnorakouského zemského sněmu a nakonec byl v roce 1879 jmenován doživotním členem rakouské Panské sněmovny. Na svých statcích v Dolním Rakousku se uplatnil mimo jiné v charitě a příležitostně se uplatňoval také jako hudební skladatel.

## Tituly a ocenění
Spolu se svým otcem byl v roce 1837 povýšen do stavu svobodných pánů. Jako příslušník šlechtické rodiny byl v roce 1856 jmenován c. k. komořím a v roce 1864 získal titul c. k. tajného rady s nárokem na oslovení Excelence. Během působení v diplomatických službách obdržel několik vyznamenání v Rakousku i v zahraničí.

### Rakousko
- rytířský kříž Leopoldova řádu (1860)

### Zahraničí
- velkokříž Řádu Spasitele (Řecko)
- komandér Konstantinova řádu sv. Jiří (Království obojí Sicílie)
- Řád červené orlice I. třídy (Prusko)
- rytíř Řádu sv. Michaela (Bavorsko)
- komandér Danebrožského řádu (Dánsko)
- rytíř Řádu zähringenského lva (Bádensko)

## Rodinné a majetkové poměry
V roce 1866 zdědil několik velkostatků v Dolním Rakousku, které mu odkázal bezdětný strýc, státní ministr Joachim Eduard hrabě Münch-Bellinghausen (1786–1866). Po něm Adolf Brenner-Felsach zdědil fideikomisní velkostatky Grossau a Merkenstein s rozlohou přes 4.700 hektarů půdy. Rodina měla k dispozici zámek Merkenstein, hlavním sídlem se ale stal zámek Gainfarn, kde také Adolf zemřel.
V roce 1858 se ve Vídni oženil s hraběnkou Luisou von Seilern-Aspang (1833-1911). Z manželství se narodilo pět synů. Dědicem rodového majetku byl nejstarší Joachim (1859–1927), který byl c. k. komořím a důstojníkem c. k. armády, především proslul jako cestovatel a fotograf. Nejmladší syn Ernst (1865–1903) se uplatnil ve vědním oboru paleontologie.
Díky manželce získal příbuzenské vazby na rodinu Seilern-Aspang, jeho švagry byli Josef František Seilern-Aspang (1823–1868) a Karel Maxmilián Seilern-Aspang (1825–1905), majitelé velkostatků na Moravě a poslanci moravského zemského sněmu.
Adolfův nejmladší bratr Ernst Brenner von Felsach (1823–1889) působil také v diplomacii, byl dlouhoetým rakousko-uherským generálním konzulem ve Varšavě (1868–1884) a nakonec vyslancem v Portugalsku (1884–1887).